# Magnús Eiríksson
Magnús Eiríksson, född 5 juni 1806 i Skinnalón på Island, död 3 juli 1881 i Köpenhamn, var en isländsk teolog och författare, som var en kritiker av Søren Kierkegaard (1813–1855) och Hans Lassen Martensen (1808–1884) i Köpenhamn.

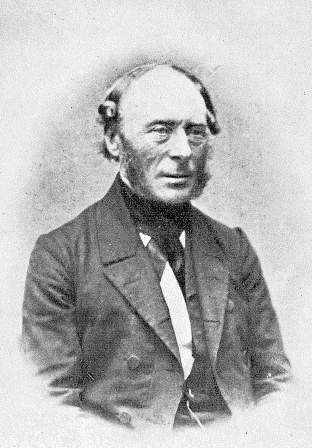
Magnús Eiríksson (cirka 1876)

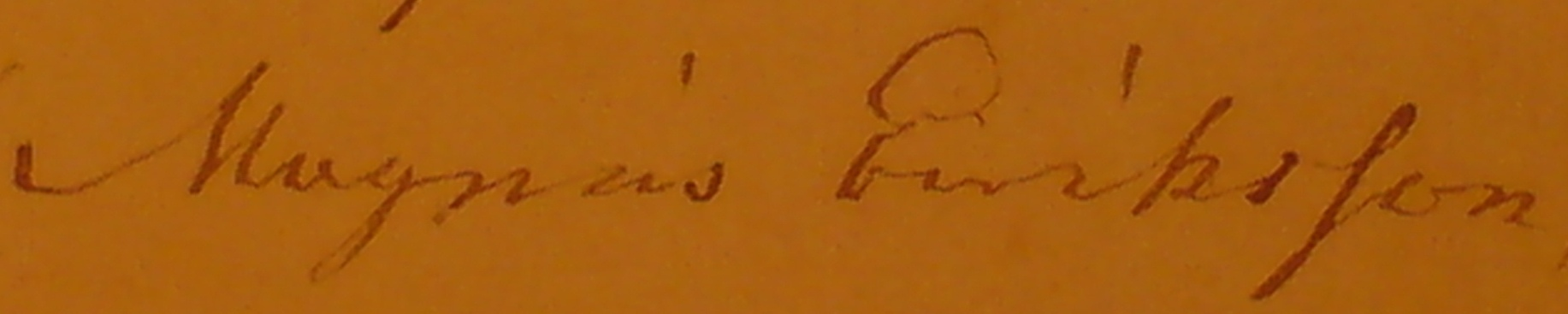
Magnús Eiríkssons namnteckning

## Biografi och teologi
Föddes i Skinnalón på Islands nordligaste gård d. 5 juni 1806. Åren 1824-29 genomgick han latinskolan i Bessastaðir, och därefter var han i två år stiftskontorist hos stiftsamtmannen Lorentz Angel Krieger (1797-1838), vilken satte honom i tillfälle att fortsätta sina studier vid Köpenhamns universitet, där han 1831 tog student examen och 1832 "anden examen" samt 1837 teologisk ämbetsexamen.
Hans grundliga kunskaper gjorde honom till en eftersökt handledare (manuduktør) för teologie studerande och fortfor därmed till 1847.

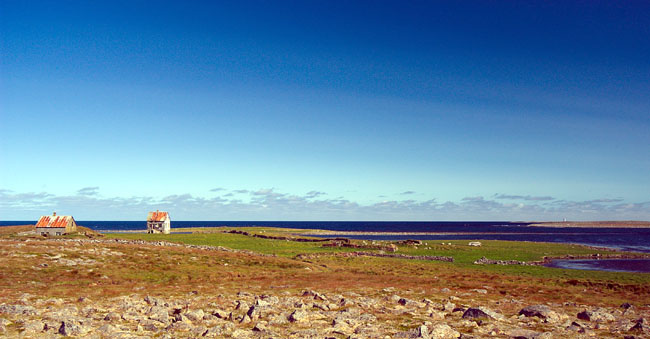
Skinnalón, Parish of Ásmundarstaðir, Norður-Þingeyjarsýsla (D. Dankel)

Harmen över de andliga och världsliga myndigheternas uppträdande mot baptisterna, som man ville tvinga att låta döpa sina barn, framkallade 1844 hans första skrift, Om baptister og barnedaab (1844), som väckte stort uppseende, emedan han där förnekade, att barndopet var apostoliskt. Redan där framträdde hans rationalistiska tankegång, och 1846-50 riktade han flera skarpa angrepp mot Hans Lassen Martensen för hans "förvirrade teologi"  såsom en orimlig sammanblandning af religion och spekulativ filosofi. Han gick till och med så långt, att han 1847 ingav en klagoskrift direkt till konung Kristian VIII över Martensen, men tillika över regeringens tillväga gående. Detta ställdes han under fiskaliskt åtal. Efter Fredrik VII:s tronbestigning (1848) nedlades detta åtal på grund af amnestien 1848. Hans uppträdande mot Martensen hade emellertid berövat honom hans lärjungar, och han kom rent af i nöd, varför han 1856 sökte ett prästämbete på Island. Han utnämndes också, men avsade sig det genast, emedan starka tvivel uppstått hos honom om kyrkolärans sanning.
Icke mindre skarpt var hans angrepp 1850 på Søren Kierkegaard i boken Er troen et paradox og "i kraft af det absurde"?, var han uppträdde med stort eftertryck mot Sören Kierkegaards läror rörande tron.
I skriften Breve til Clara Raphael fra Theodor Immanuel (1851) behandla i fri sinnad anda dels frågan om kvinnans emancipation, dels åtskilliga religiösa och sedliga ämnen. Först tolv år efter publikationen av detta arbete uppträdde Eiríksson ånyo såsom författare. Han hade nämligen, väl till en del påverkad af Tübingenskolan, gripits af misstro mot evangelierna och särskilt Johannesevangeliet samt leddes af sina studier att förkasta läran om Kristi gudom. Därför hade han kommit till den åsikt, att Johannesevangeliets lära är en förfalskning af Kristi verkliga religion och att det inte kunde vara skrifvet af en jude, än mindre af aposteln Johannes. 
Slutligen utgav Eiríksson skriften Jöder og christne (1873), var han skildrar den historiska utvecklingen af läran om Kristi gudom och framhåller, att den småningom förts allt längre bort från den ursprungliga, sanna kristendomen. Därför stå judarna i fråga om gudsbegreppet Kristi verkliga religion närmare än de kristne. Sedermera har Eiríksson skrivit åtskilliga artiklar i danska tidningar och i den svenska tidskriften "Sanningssökaren". 
Af alla hans senare arbeten framgår, att han betraktar kyrkoläran såsom en förfalskning af Kristi lära, vilken han söker återställa, utan att dock ängsligt låta binda sig vid varje ord, som tillskrives Jesus. För att hjälpa Eiríksson i hans nödställda ekonomiska omständigheter hade några vänner 1873 åstadkommit en livränta åt honom; från 1879 fick han en liten årlig summa af statskassan.